# 联合国安全理事会第2094号决议
联合国安全理事会2094号决议，于2013年3月7日颁布，其中重申了此前所有与朝鲜问题有关的决议，包括联合国安理会825号决议（1993年）、1540号决议（2004年）、1695号决议（2006年）、1718号决议（2006年）、1874号决议（2009年）、2087号决议（2013年），对朝鲜第三次核试验之举予以严词谴责，并出台新的制裁举措，以进一步遏制朝鲜的核武器及弹道导弹项目，及其核扩散能力。会议由俄罗斯常驻联合国代表维塔利·邱尔金主持。